# Pojezierze Szczecineckie
Pojezierze Szczecineckie (314.66) – mały mezoregion fizycznogeograficzny w północno-zachodniej Polsce, stanowiący północno-środkową część Pojezierza Południowopomorskiego. Region graniczy od północy z Pojezierzem Drawskim, od zachodu i południowego zachodu z Równiną Wałecką a od wschodu z Doliną Gwdy. Pojezierze Szczecineckie leży na pograniczu województw zachodniopomorskiego i wielkopolskiego.
Mezoregion jest pojezierzem w obrębie pagórkowatej wysoczyzny morenowej o wysokościach do 205 m n.p.m., składającej się z dwóch pasm moren czołowych (m.in. Skotna Góra). W krajobrazie regionu dominuje powierzchnia moreny dennej, pokrytej mnóstwem małych jezior; największym jest Pile (980 ha), z którego wypływa rzeka Piława (dopływ Gwdy).
W użytkowaniu przeważają tereny leśne, rolnictwo ograniczone jest do obszarów między Okonkiem a Szczecinkiem oraz pod Jastrowiem; jest to także region turystyczny. W przeszłości duże obszary regionu w okolicach Bornego Sulinowa zajmowała strefa poligonów wykorzystywanych przez wojska radzieckie (Północna Grupa Wojsk).
Głównymi ośrodkami miejskimi regionu są Szczecinek (na pograniczu), Okonek i Borne Sulinowo.

## Szlaki turystyczne
– niebieski szlak rowerowy dookoła Jeziora Trzesiecko
 – żółty szlak rowerowy Zaczarowane Pejzaże,
 – czarny szlak rowerowy Nizica,
 – czerwony szlak rowerowy Jeziora Szczecineckie,
 – zielony szlak rowerowy Dolina Parsęty.